# Liane Jessen

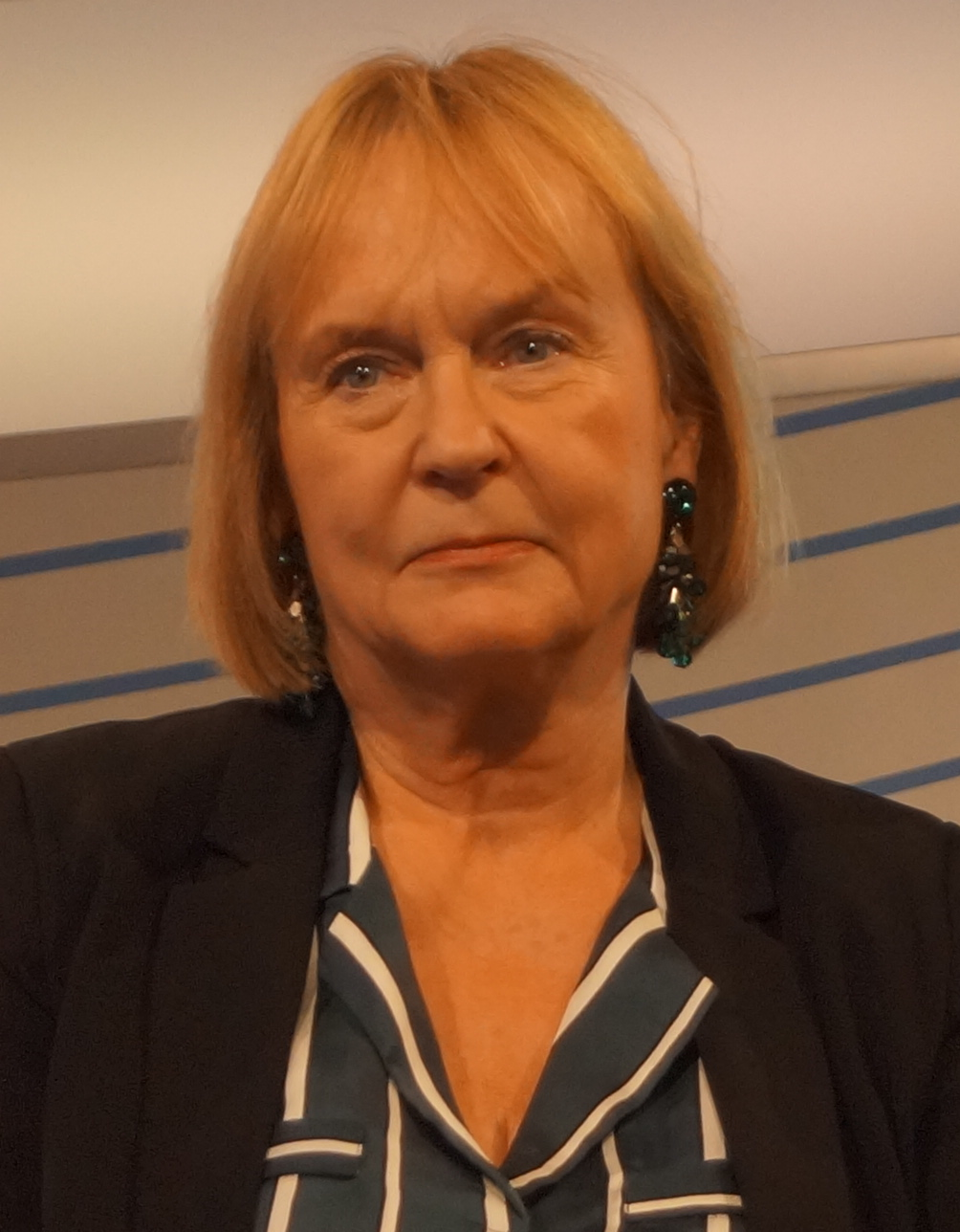
Liane Jessen, 2018

Liane Jessen (* vor 1960 in Kaiserslautern) ist eine ehemalige deutsche Fernsehredakteurin. Mit ihrer Redaktion produzierte sie Fernsehfilme, einige Kinokoproduktionen und Filme im Debüt- und Nachwuchsbereich sowie in Folgen des Tatorts des Hessischen Rundfunks.

## Leben
Jessen studierte an der Universität Freiburg Germanistik, Geografie, Philosophie und Kunstgeschichte, davon ein Semester in Montpellier. Nach Staatsexamen und Magister arbeitete sie als Tutorin und hielt unter anderem Vorlesungen über Schwarze Romantik. Mit Freunden gründete sie das Kommunale Kino Freiburg.
Nach einem Volontariat bei der Stuttgarter Zeitung produzierte sie für den Südwestfunk Baden-Baden ihre ersten Filme. Parallel begann sie ihre Doktorarbeit zu schreiben. Nach einer Hospitanz beim ZDF folgt zunächst das Angebot, als feste freie Mitarbeiterin dort tätig zu sein; kurze Zeit später folgte die Festanstellung als Fernsehfilm-Redakteurin. Jessen war 1992 die erste Redakteurin des ZDF, die Mutter wurde. Fünf Monate nach der Geburt ihres Sohnes nahm sie ihre Tätigkeit wieder auf. Vier Jahre später wurde sie Mutter einer Tochter.
Sie war seit 1999 Leiterin Fernsehspiel und Spielfilm des Hessischen Rundfunks.
Im Bereich der hessischen Tatorte besetzte sie den Tatort Frankfurt neu mit Andrea Sawatzki und Jörg Schüttauf als Dellwo und Sänger. Später schuf sie die Figuren Steier und Mey, die von Joachim Król und Nina Kunzendorf gespielt wurden. Sie gewann Ulrich Tukur für die Rolle des Kommissars Felix Murot vom LKA Wiesbaden, den sie in ganz Hessen einsetzen konnte. 2014 wurden als Nachfolger von Krol und Kunzendorf Margarita Broich und Wolfram Koch ausgewählt.
Als Redakteurin eines Fernsehsenders, der seine Filme selbst produziert, bekannte sie sich dazu „filmisch zu denken und etwas auszuprobieren“ sowie zu „Überschreitung“ und „Wagnis“. Einige der von ihr betreuten Filme erhielten mehrere Auszeichnungen. So wurden die Fernsehfilme Tatort: Herzversagen, Tatort: Im Schmerz geboren und Männertreu mit dem Grimme-Preis und der Tatort: Weil sie böse sind mit dem Deutschen Fernsehpreis 2010 als bester Fernsehfilm geehrt. Zum 30. April 2019 ging sie in den Ruhestand.

## Filmografie (Auswahl)

### Redaktion
- 1984/1985: Tagediebe
- 1986: Victor Wunderbar
- 1988: Erebos
- 1989: Bavaria Blue
- 2000: Die innere Sicherheit
- 2001: Black Box BRD (Dokumentation)

### Produzentin derTatorte
- 2003: Frauenmorde
- 2003: Das Böse
- 2004: Herzversagen
- 2005: Leerstand
- 2006: Der Tag des Jägers
- 2007: Unter uns
- 2010: Weil sie böse sind
- 2010: Wie einst Lilly
- 2010: Eine bessere Welt
- 2011: Der Tote im Nachtzug
- 2012: Schwindelfrei
- 2013: Wer das Schweigen bricht
- 2014: Der Eskimo
- 2014: Im Schmerz geboren

### Für den HR produzierte Filme
- 2003: Der gestohlene Mond
- 2004: Die Konferenz
- 2011: Das Ende einer Maus ist der Anfang einer Katze
- 2014: Männertreu

## Ehrungen
Auf dem Filmfest München 2014 gewann der Hessische Rundfunk als Produzent des Tatortes Im Schmerz geboren, vertreten durch die dort verantwortlichen Mitarbeiter Liane Jessen und Jörg Himstedt, den mit 25.000 Euro dotierten Bernd Burgemeister Fernsehpreis. Es folgte der Grimme-Preis 2015, den Jessen stellvertretend für die Redaktion desselben Films bekam.
Neben Ehrungen für einzelne Filme erhielt Jessen 2012 den Deutschen Regiepreis Metropolis in der Kategorie „bester Redakteur/beste Redakteurin“. Die Fernsehspielredaktion des HR habe ein kreatives System geschaffen, das „herausragendes Kunstschaffen“ ermögliche, hieß es in der Begründung. 2014 erhielt sie den Hans Abich Preis für besondere Verdienste im Bereich Fernsehfilm.